# PC NEWS
『PC NEWS』（ピーシーニュース）は、有限会社ピークスが発行していたアダルトゲーム専門の業界紙。月2回（毎月10・25日）刊。メーカー・ブランド及びゲームソフト販売店が主な対象読者となっていた。
全国300店のデータを集計した売上ランキングや新作情報、メーカー取材などの記事で構成されており、毎月25日号には店頭掲示用の「美少女ソフトLINE-UP」が添付される。
『デジクロニクル』の廃刊後は唯一の業界紙となり、売上ランキングは有力な指標とされて来たが発行元のピークスが2007年4月に倒産し、発行が停止された。